# Karl Schlögl (Politiker)

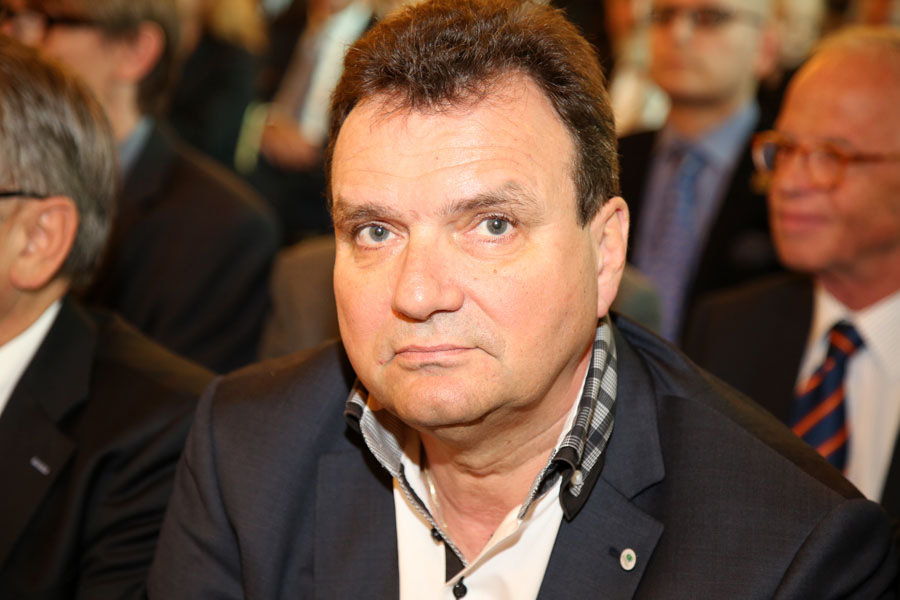
Karl Schlögl (2015)

Karl Schlögl (* 28. Jänner 1955 in Wien) ist ein österreichischer Politiker (SPÖ). Schlögl war rund 40 Jahre in der Politik tätig. Er war Mitglied des Bundesrates, Abgeordneter zum Nationalrat, Staatssekretär im Bundeskanzleramt, Innenminister, niederösterreichischer Landesparteivorsitzender der SPÖ sowie für wenige Monate auch Landeshauptmannstellvertreter von Niederösterreich. 2018 legte er sein letztes politisches Amt als Bürgermeister der niederösterreichischen Stadtgemeinde Purkersdorf nieder.

## Leben
Karl Schlögl verbrachte seine ersten Lebensjahre in Pyhra und übersiedelte mit fünf Jahren nach Purkersdorf.
Im Jahr 1987 wurde er Bundesrat und 1989 Bürgermeister in Purkersdorf. Er blieb dies bis zu seiner Berufung in die Regierung durch Franz Vranitzky. Vom 6. April 1995 bis zum 28. Jänner 1997 war er Staatssekretär im Bundeskanzleramt in den Bundesregierungen Vranitzky IV und Vranitzky V. Anfangs war er als Staatssekretär für den öffentlichen Dienst, ab 27. Oktober 1995 auch für Europa, ab 12. März 1996 zusätzlich für Sport zuständig. Im Kabinett des Bundeskanzlers Klima war von 1997 bis 2000 Innenminister. In die Amtszeit Schlögls als Innenminister fiel auch der Fall Marcus Omofuma. Dabei erntete Schlögl Kritik – auch aus der eigenen Partei. Ihm wurde vorgeworfen, von rechtswidrigen Praktiken gewusst zu haben und die später verurteilten Verantwortlichen in Schutz genommen zu haben. Rückendeckung bekam Schlögl in diesem Fall von der ÖVP, FPÖ sowie der Kronen Zeitung.
Nach dem Ende der SPÖ/ÖVP-Koalition wurde Karl Schlögl am 2. Mai 2000 wieder Bürgermeister in Purkersdorf. Nach dem Rücktritt von Johann Bauer rückte er am 5. Oktober 2000 als neuer Landeshauptmannstellvertreter von Niederösterreich nach, nachdem er schon seit 21. November 1998 den Landesparteivorsitz der SPÖ innehatte. Mit 19. April 2001 trat er aber von dieser Position zurück und legte mit 5. Mai 2001 auch seine Funktion als Landesparteiobmann nieder. Danach ging er in die Privatwirtschaft. Nach den Gemeinderatswahlen in Purkersdorf im Jahr 2005 wurde er durch den Gemeinderat neuerlich zum Bürgermeister gewählt. 2010 wurde seine Partei mit 63,2 % der Wählerstimmen wieder zur stärksten Vertretung im Gemeinderat gewählt. Im Jahr 2015 erhielt die SPÖ rund 67 % an Wählerstimmen und wurde ebenfalls als Bürgermeister wiedergewählt. 2018 zog er sich aus dem Purkersdorfer Bürgermeisteramt und der Politik insgesamt zurück.
Von 2004 bis 2011 war Schlögl Mitglied des Aufsichtsrats der Novomatic AG, einem der größten integrierten Glücksspielkonzerne der Welt.
Ende 2008 wurde er in den Aufsichtsrat der niederösterreichischen HYPO Investmentbank berufen.
Ab 2016 war er im Aufsichtsrat der österreichischen Baufirma Swietelsky tätig, aus welchem er mit 28. August 2023 ausschied.

## Auszeichnungen
- 1997  Großkreuz des königlich belgischen Kronen-Ordens
- 1999: Österreichischer Big Brother Award in der Kategorie „Lifetime Achievement“
- 2000: Großes Goldenes Ehrenzeichen am Bande für Verdienste um die Republik Österreich[6]
- 2012: Silbernes Komturkreuz mit dem Stern des Ehrenzeichens für Verdienste um das Bundesland Niederösterreich[7]
- 2017: Goldener Ehrenring der Stadtgemeinde Purkersdorf
- 2018: Viktor-Adler-Plakette der SPÖ
- 2019: Großer Gläserner Leopold
- 2019: Ehrenbürgerschaft der Stadt Purkersdorf[8]
- Ehrenritter des habsburgischen St. Georgs-Orden[9]

## Sonstiges
Karl Schlögl ist seit 1991 Mitglied der Freiwilligen Feuerwehr Purkersdorf mit dem Dienstgrad Löschmeister. Mit Erreichen des 65. Lebensjahres wurde er am 28. Jänner 2020 in die Reserve versetzt.